# Giorgio di Boemia
Giorgio di Poděbrady, in ceco Jiří z Poděbrad (Poděbrady, 23 aprile 1420 – Praga, 22 marzo 1471), è stato re di Boemia dal 1458 al 1471.
Primo monarca europeo a rinunciare alla fede cattolica adottando la religione del riformista Jan Hus, rappresentando un notevole antecedente alla futura Riforma Protestante, nel 1462 presentò ai sovrani europei una proposta espressa in 21 articoli, per la creazione di un'istituzione superiore agli Stati, attraverso la quale risolvere pacificamente i dissidi.

## Contesto storico
Al principio del XV secolo in Boemia operava un prete, Jan Hus, che ispirato dagli scritti del teologo inglese John Wyclif predicava il ritorno della Chiesa alla purezza delle origini. Dilagava in Europa l'indignazione non meno che il dissenso verso la corruzione e la condotta sregolata del clero; sensazioni che avrebbero portato circa un secolo più tardi alla Riforma Protestante. Erano inoltre gli anni dello Scisma d'Occidente, che gettava ulteriore discredito sull'istituzione ecclesiastica.
Hus otteneva molti consensi tra gli abitanti della storica regione ceca, tanto che divenne, nel 1409, rettore dell'università di Praga. Le reazioni di Roma portarono dapprima alla scomunica, e poi alla condanna a morte per eresia, eseguita il 6 luglio 1415. Ben presto la società boema fu scossa da un violento moto rivoluzionario, passato alla storia come rivoluzione hussita, che imperversò tra il 1419 e il 1434 e portò al riconoscimento dei Compactata. Tramite questi la Chiesa assicurava al piccolo regno la libertà di professare l'utraquismo, ovvero la possibilità di comunicarsi "sotto le due specie"- sia con il pane che con il vino - naturalmente non senza risentimenti e tentativi di riportarlo alla "normalità". Questo il clima in cui, nel 1420, nasce Giorgio di Poděbrady.
Sin dal 1310 la Boemia (e la Moravia e la Slesia a essa sottoposte) era divenuta possedimento di una dinastia "straniera", quella dei Lussemburgo. Nel 1378, alla morte dell'imperatore Carlo IV (re di Boemia con il nome di Carlo I), era salito al trono il figlio di quest'ultimo, Venceslao IV, osteggiato dalla nobiltà nonché dal fratello Sigismondo. Venceslao sarebbe morto nel 1419, poco dopo l'atto che avrebbe innescato la miccia rivoluzionaria, cioè la prima "defenestrazione di Praga".
Fu il fratello a rivendicare la corona e a tentare di riportare all'obbedienza i rivoltosi, capeggiando contro di essi ben cinque crociate dagli esiti disastrosi. Solo nel 1436 riuscì, tramite l'accettazione dei Compactata, a insediarsi sul trono. Tuttavia sarebbe morto l'anno successivo senza eredi, e dopo una breve parentesi con Alberto II d'Asburgo, la corona boema restò di nuovo senza testa nel 1439.
In questo vuoto di potere, durato fino al 1453 (l'Asburgo aveva lasciato un erede in grembo alla moglie, Ladislao il Postumo, che salirà al trono appunto in quell'anno), salirono alla ribalta alcune famiglie nobiliari tra cui i signori di Kunštát e Poděbrady, legati tra l'altro all'utraquismo.

## Biografia

### Giovinezza
Giorgio era figlio di Vittorino di Podiebrad e di Anna di Wartenberg; egli iniziò la sua carriera nell'amministrazione come prefetto della regione di Mladá Boleslav. Riuscì ad entrare nell'organismo di governo della Boemia e nel 1448, in seguito ad un tentativo cattolico di annullare i Compactata da lui sventato, prese il posto di governatore del regno fino alla salita al trono di Ladislao, nel 1453. Tuttavia Ladislao venne a morte nel 1457, senza lasciare eredi. A questo punto gli ordini del regno ne approfittarono per eleggere un monarca nazionale e la scelta cadde su Giorgio, che nel 1458 fu incoronato re di Boemia e margravio di Moravia.

### Il regno
L'investitura di Giorgio comportò il giuramento di fedeltà di quest'ultimo alla Chiesa e al papa Pio II, il quale vide nel nuovo sovrano un'opportunità per riportare la Boemia sotto l'unica vera religione. Ma Giorgio non considerava l'utraquismo un'eresia e quando nel 1462 chiese al Papa la riconferma dei Compactata, questi rispose con un secco rifiuto.

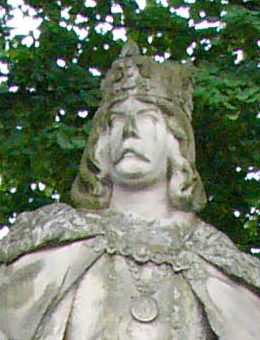
Dettaglio della statua di Giorgio. La statua è a Kunštát (Repubblica Ceca)

La situazione si aggravò con il successore di Pio II, papa Paolo II, il quale invitò Giorgio a presentarsi a Roma entro 180 giorni, pena la scomunica. Alla scadenza del periodo la scomunica arrivò senza remore e all'interno del regno i signori cattolici si unirono nel 1465 in una lega e furono appoggiati dal re d'Ungheria, Mattia Corvino, oltre che, naturalmente, dal papa.
Mattia, dopo aver scatenato la guerra di Boemia contro Giorgio, occupando Moravia, Slesia e Lusazia, riusciva nel 1469 a farsi eleggere re di Boemia dai cattolici, contendendosi il legittimo potere con Giorgio fino al 1471, quando questi venne a mancare. 

## La successione al trono di Boemia
Mattia restò insediato in Boemia nonostante che nel 1471 fosse stato eletto legittimo sovrano Ladislao (Ladislao II di Boemia), della dinastia lituano-polacca degli Jagelloni. Alla morte di Mattia nel 1490, la corona rimase sul capo di Ladislao e quindi a Luigi II d'Ungheria e Boemia.
Nel 1526, alla morte di Luigi, che non aveva eredi legittimi, la corona passò a Ferdinando I d'Asburgo, suo cognato di in quanto marito di Anna Jagellone, sorella di Luigi.

## Matrimoni e discendenza
Nel 1441 Giorgio sposò Cunegonda di Sternberg, che morì nel 1449 nel dare alla luce le ultime due figlie; Giorgio e Cunegonda ebbero sei figli:
- Boček (1442–1496), diseredato perché mentalmente inabile;
- Vittorio (1443–1500), dal 1459 Principe imperiale, duca di Münsterberg e di Troppau, conte di Glatz;
- Barbara (1446–1474), che sposò in prime nozze Enrico di Leipa († 1469) e in seconde nozze Jan Křinecký von Ronow;
- Enrico il Vecchio (1448–1498); dal 1462 Principe imperiale, duca di Münsterberg e conte di Glatz, dal 1495 duca di Oels; nel 1467 sposò Ursula di Brandeburgo, una delle figlie del margravio Alberto III di Brandeburgo;
- Caterina (1449–1464), sposò nel 1461 il re d'Ungheria Mattia Corvino;
- Sidonia (1449–1510), sposò nel 1464 il duca sassone Alberto il Coraggioso.

Un anno dopo la morte di Cunegonda, Giorgio si risposò con Giovanna di Rosental († 1475), e da lei ebbe altri quattro figli:
- Enrico il Giovane (1452–1492), principe imperiale dal 1462, duca di Münsterberg e conte di Glatz, che sposò nel 1475 Caterina (1453 – dopo il 1509), una figlia del Principe elettore Guglielmo III di Sassonia;
- Federico (1453–1458);
- Giorgio (1454/1455–1459/1462);
- Ludmilla (1456–1503), sposò il duca Federico I di Legnica († 1488)